# 주영길
주영길(1959년 ~ )은 조선민주주의인민공화국의 정치인이다. 당중앙위원회 후보위원 겸 최고인민회의 상임위원회 위원, 조선직업총동맹 중앙위원회 위원장이다.

## 경력
1959년 평양시에서 태어났다. 조선인민군 대좌 계급으로 인민무력부 총정치국 군관을 지냈다. 1998년 김일성사회주의청년동맹 중앙위원회 대학생사업담당 비서를 거쳐 2002년 평양직할시 역포구역 인민위원회 지도원으로 철직을 지냈다. 2007년 조선농업근로자동맹 중앙위원회 당비서에 임명된 이후 2015년 8월, 현상주 후임으로 	조선직업총동맹 중앙위원회 위원장을 맡았다. 2016년 5월, 조선로동당 제7차 대회에서 조선로동당 중앙위원회 후보위원으로 선출되었다. 2016년 6월 최고인민회의 상임위원회 위원에 선출되었다. 2016년 7월 조선반도의 평화와 자주통일을 위한 북 남 해외 제정당 단체 개별인사들의 연석회의에서 북측준비위원회 부위원장을 지냈으며 같은해 10월 조선직업총동맹 중앙위원회 위원장에 임명되었다.

## 기타
2015년 11월 리을설 사망과 2018년 8월 김영춘 사망 당시에 국가장의위원회 위원을 맡았다.